# كتيم
كتيم (من العبرانية כִּתִּים) أو جزائر كتيم كما ورد في التناخ والعهد القديم هو اسم قديم كان في الأصل لبلاد قبرص ثم امتد استعماله ليشمل أيضاً كريت والجزر الأخرى في بحر ايجة ثم جميع البلاد التي سكنها لاحقاً الإغريق القدماء. أصل التسمية من كتيون أو كيتيوم وهي مدينة قبرصية قديمة سميت على اسم عشيرة فينيقية سكنتها.

## النسب
هو كتيم بن ياوان ابن يافث ابن نوح ابن لامك ابن متوشلخ ابن أنس الله ابن يرد بن مهلائيل ابن قينان بن أنوش بن شيث بن آدم